# Celles (Charente Marittima)
Celles è un comune francese di 317 abitanti situato nel dipartimento della Charente Marittima nella regione della Nuova Aquitania.

## Società

### Evoluzione demografica
Abitanti censiti